# Psychotria carthagenensis
A Psychotria carthagenensis a tárnicsvirágúak (Gentianales) rendjébe és a buzérfélék (Rubiaceae) családjába tartozó faj.

## Előfordulása
A Psychotria carthagenensis természetes előfordulási területei Közép- és Dél-Amerikában, valamint a Karib-térségben találhatók. Az állományai a következő térségekben és országokban találhatók meg: Argentína, Belize, Bolívia, Brazília, Costa Rica, Ecuador, Francia Guyana, Guatemala, Guyana, Honduras, Kolumbia, Kuba, Mexikó, Nicaragua, Panama, Paraguay, Peru, Salvador, Suriname, Trinidad és Tobago, Uruguay és Venezuela, valamint ennek a szigetei.

## Képek

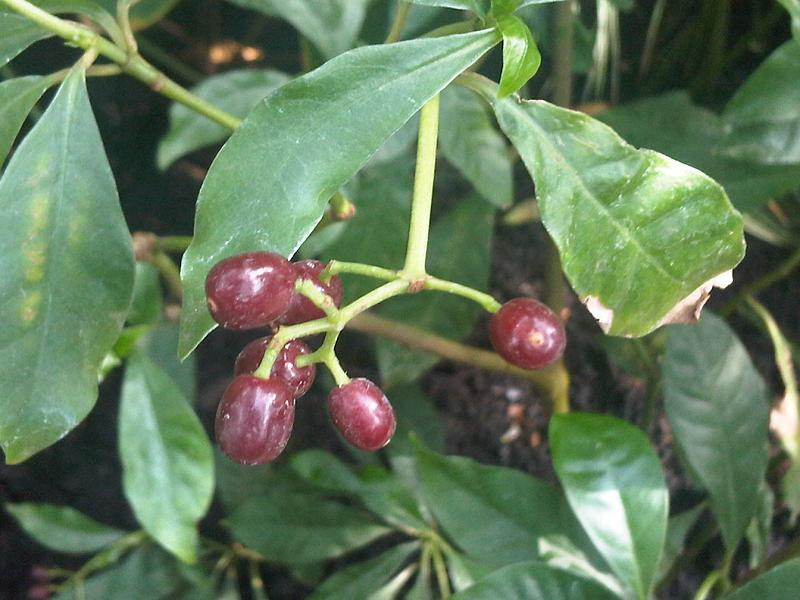
Érett termései a Kewban
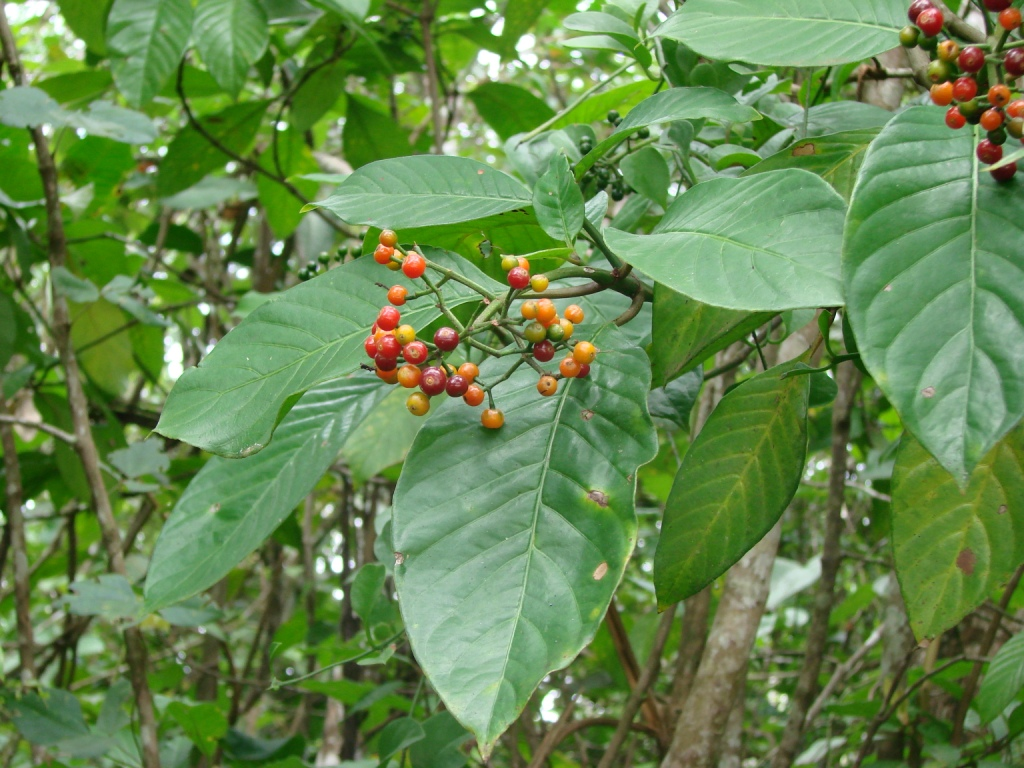
Éretlen termései a természetes élőhelyén